# 聖佩德羅德卡塔戈
聖佩德羅德卡塔戈是哥倫比亞的城鎮，位於該國西南部，由納里尼奧省負責管轄，始建於1918年，面積60平方公里，海拔高度2,320米，2005年人口7,047。
1°34′N 77°07′W / 1.567°N 77.117°W